# Herve
Herve là một đô thị ở tỉnh Liege, vùng Wallonie, Bỉ. Tại thời điểm ngày 1 tháng 1 năm 2006, Herve có tổng dân số 16.772 người. Tổng diện tích là 56,84 km² với mật độ dân số 295 người trên mỗi km².
Ngày 1 tháng 1 năm 1977, đô thị Herve đã được sáp nhập với Battice, Bolland, Chaineux, Charneux, Grand-Rechain, Julémont và Xhendelesse với tên "thành phố Herve" ("Ville de Herve" trong tiếng Pháp).
Herve hiện có 11 làng: Battice, Bolland, Bruyères, Chaineux, Charneux, Grand-Rechain, Herve, José, Julémont, Manaihant, Xhendelesse.